# Platanthera calderoniae
Platanthera calderoniae là một loài thực vật có hoa trong họ Lan. Loài này được López-Ferr. & Espejo miêu tả khoa học đầu tiên năm 1994.